# Goździeńczykowate
Goździeńczykowate (Clavulinaceae Donk) – nieistniejąca już rodzina grzybów w rzędzie pieprznikowców (Cantharellales). Utworzona została w 1970 r., ale w X edycji Dictionary of the Fungi rodziny takiej już nie ma, a należące do niej gatunki zostały włączone do rodziny kolczakowatych (Hydnaceae) lub rzędu pieprznikowców jako incertae sedis.

## Systematyka
Pozycja w klasyfikacji według Index Fungorum: Cantharellales, Incertae sedis, Agaricomycetes, Agaricomycotina, Basidiomycota, Fungi.
Do rodziny Clavulinaceae zaliczano rodzaje:
- Clavulicium (Quél.) Bigeard & H. Guill. 1913 – goździopłaszczek
- Clavulina J. Schröt. 1888 – goździeńczyk
- Membranomyces Jülich 1975
- Multiclavula R.H. Petersen 1967

Polskie nazwy na podstawie pracy Władysława Wojewody z 2003 r.